# Meliosma cordata
Meliosma cordata là một loài thực vật thuộc họ Sabiaceae. Đây là loài đặc hữu của Panama.